# Musée Pantheon de Bâle
Pour les articles homonymes, voir Panthéon (homonymie).
Le musée Pantheon de Bâle (Pantheon - Museum für Oldtimer, en allemand) est un musée de l'automobile, créé en 2008 à Muttenz, dans la banlieue sud-est de Bâle, en Suisse alémanique.

## Historique
L'entrepreneur bâlois Stephan Musfeld fonde ce Panthéon de l'automobile en 2008, dans un ancien bâtiment style « paquebot » Art déco de 1965, avec 7 500 m2 de surface (dont 3 000 m2 appartiennent au musée) avec une rampe en colimaçon d'exposition de 50 m de diamètre, sur 2 étages,,.

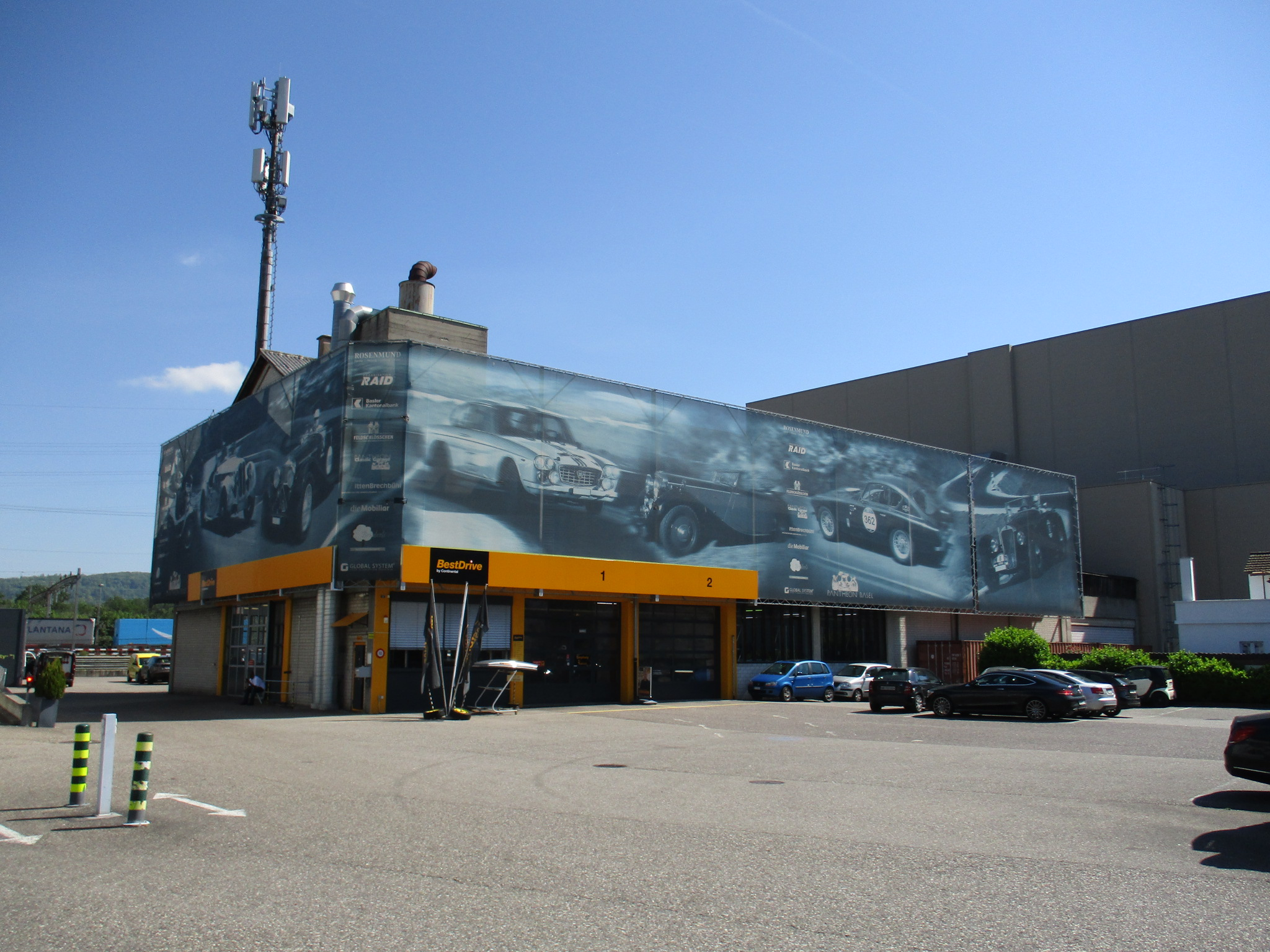
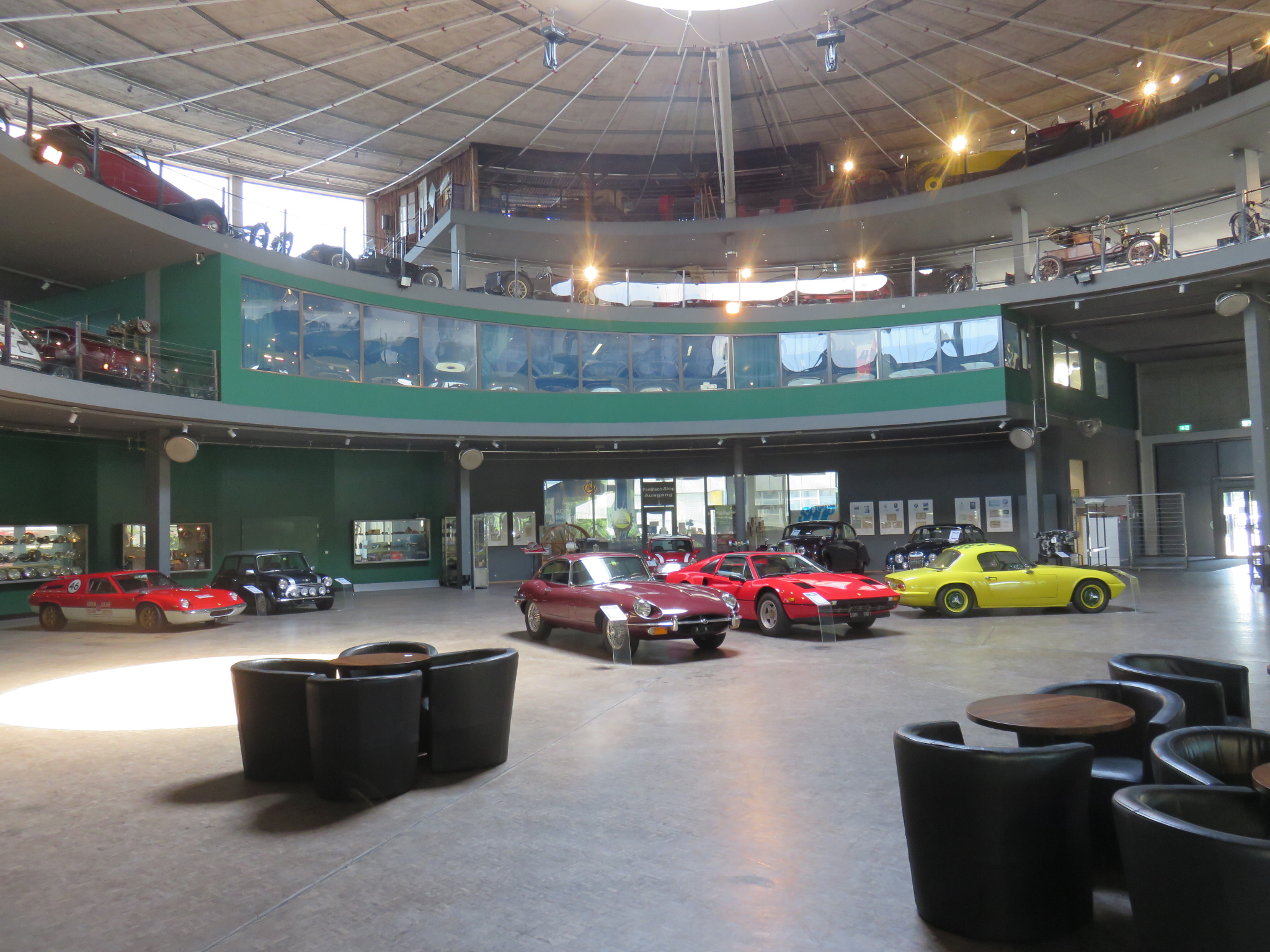

Le musée expose une centaine de voitures de collection anciennes, ainsi que des moteurs, motos, vélos, calèches, objets, affiches, documents, et expositions et évènements temporaires,. 

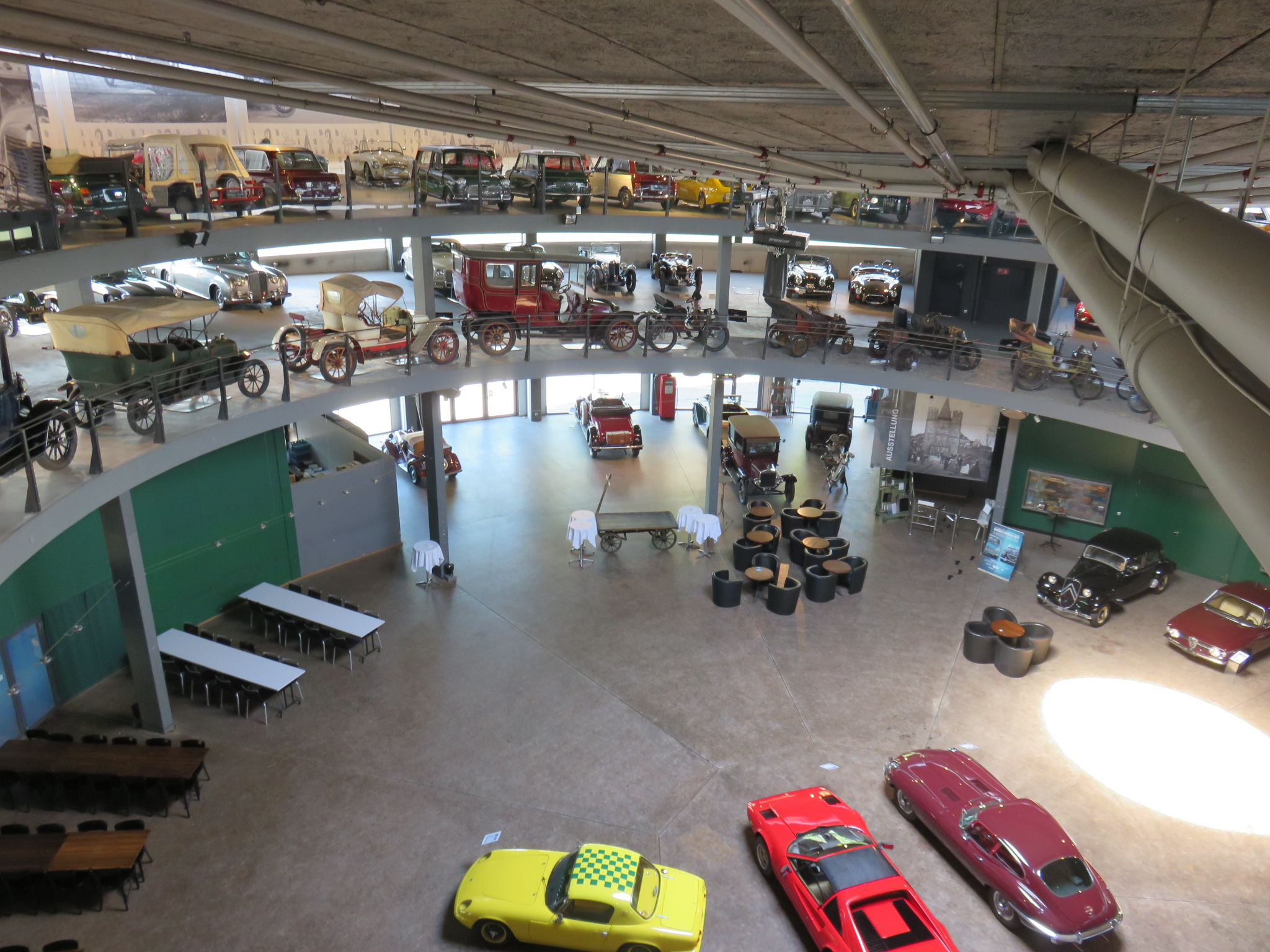
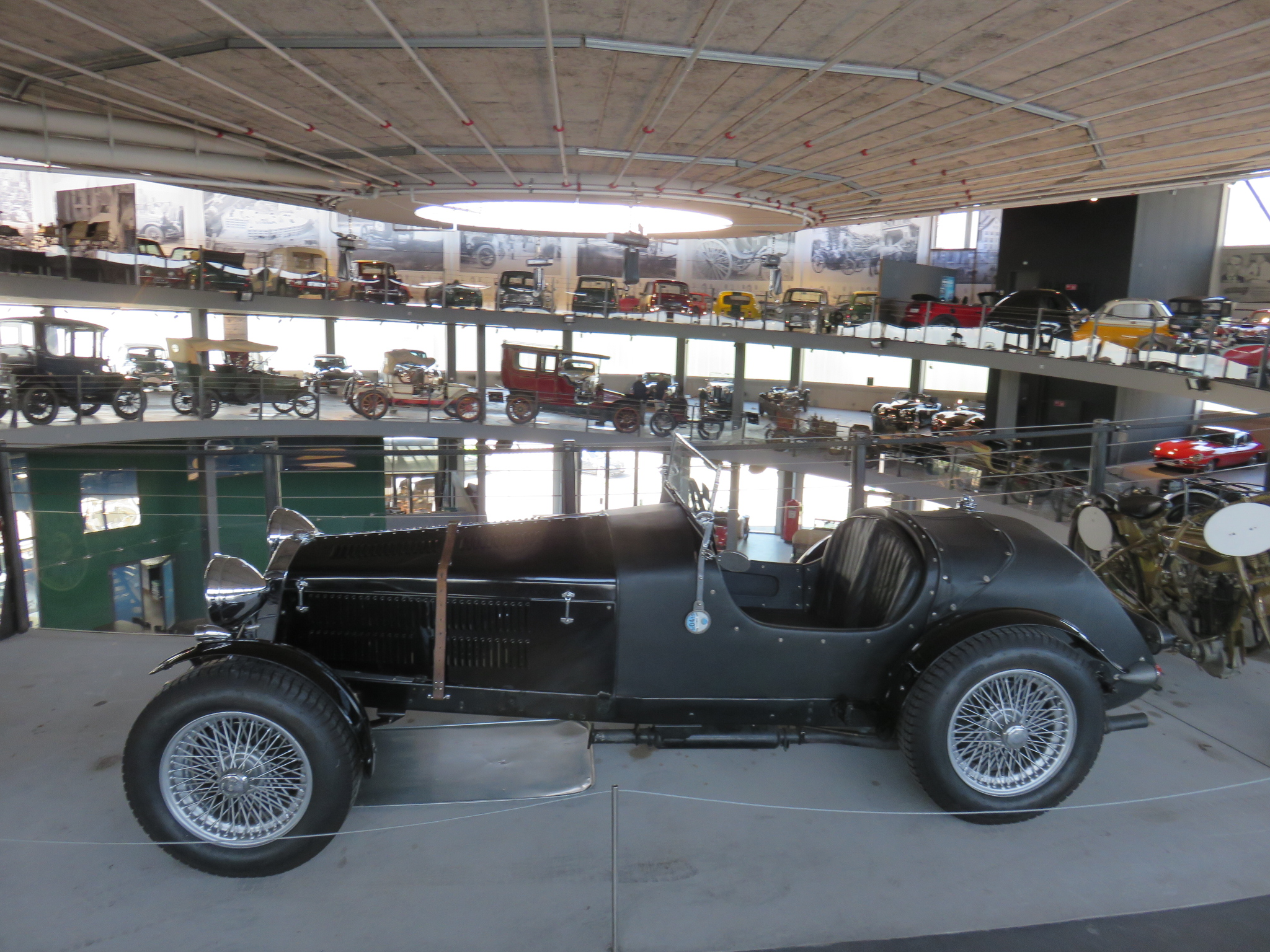

Le musée est associé au garage automobile attenant « Classic Garage » de rénovation et réparation de voiture de sport et de collection. 

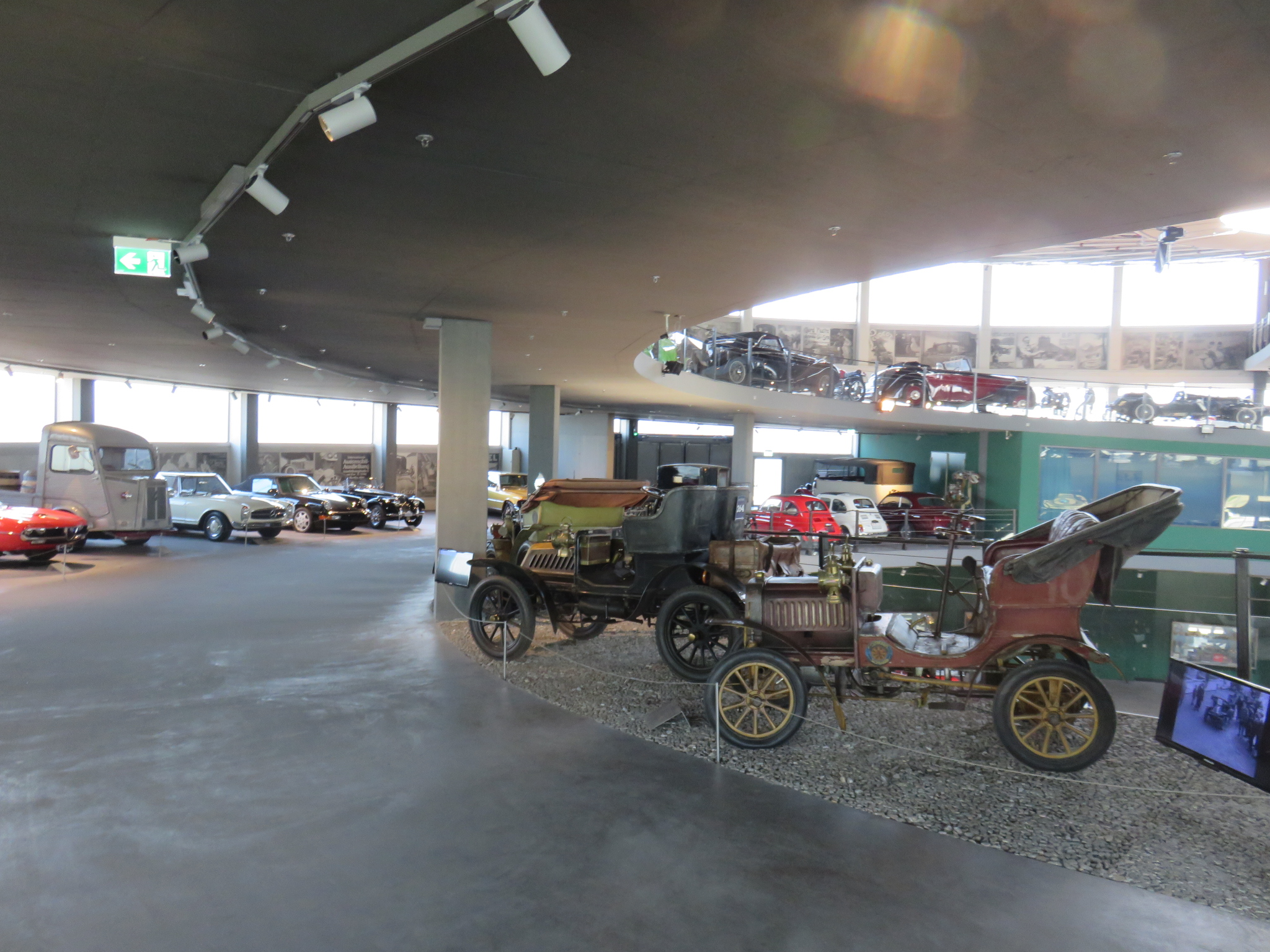
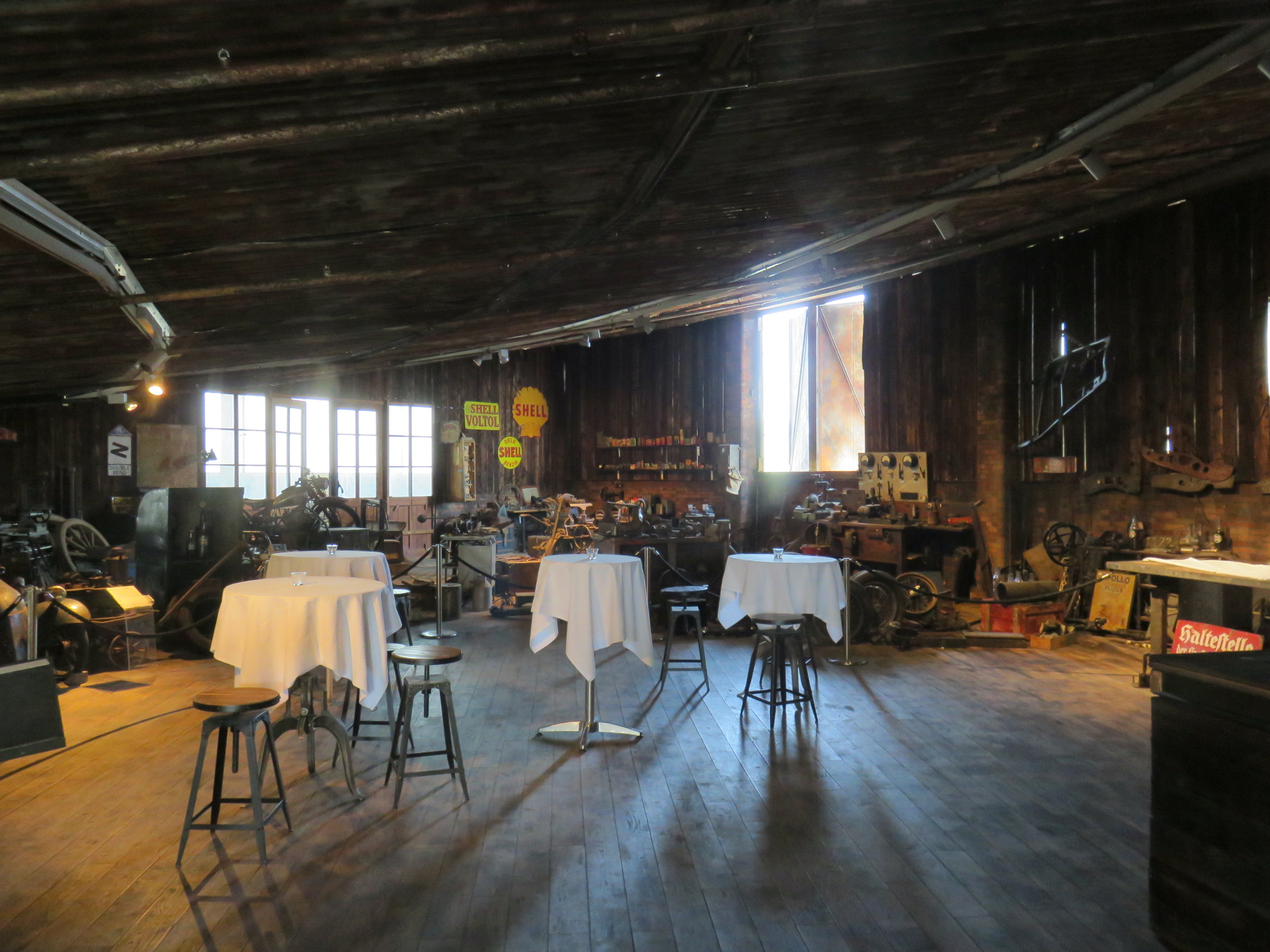

Les lieux proposent une salle de « restaurant Pantheon » extensible sur le musée, pour organiser des repas, événements, concerts, pouvant accueillir jusqu'à 1 200 personnes.